# Philipp Heilbronner

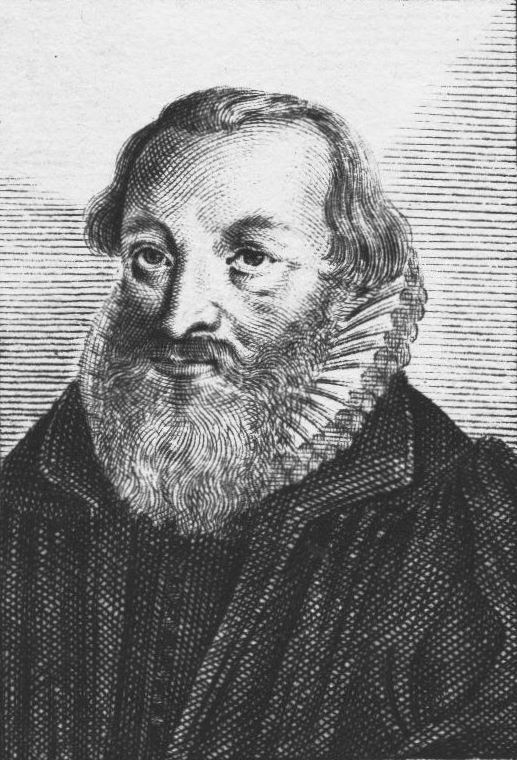
Philipp Heilbronner

Philipp Heilbronner (* 30. Juni 1546 in Lauffen am Neckar; † 17. April 1616 in Lauingen) war ein deutscher evangelisch-lutherischer Theologe.

## Leben und Wirken
Philipp Heilbronner war ein Sohn des Lauffener Pfarrers Hieronymus Heilbronner und Bruder des späteren Theologen Jacob Heilbronner (1548–1618). Er studierte ab 1562 in Tübingen Philosophie und Theologie und wurde 1566 Magister, wozu Nicodemus Frischlin ihn mit einem Gedicht beglückwünschte.
Er wurde 1568 Pfarrer in Lustnau bei Tübingen, 1571 Pfarrer in Bernhausen, 1574 Prediger und Professor der Theologie am Gymnasium zu Lauingen. 1577 wurde er zum gleichen Zeitpunkt wie sein Bruder zum Dr. theol. promoviert. 
Er wirkte bei den Verhandlungen über die Konkordienformel in der Pfalz 1577–1580 mit. Er nahm im November 1601 am Religionsgespräch in Regensburg teil, wo er mit dem Jesuiten Konrad Vetter disputierte, und setzte den Disput fort in verschiedenen Streitschriften gegen Jesuiten und Papsttum. 1605 wurde er Scholarch und Schulinspektor.  